# -drecht
Een drecht (in Friesland en soms in West-Friesland ook dracht genoemd), trecht of tricht is een gedeeltelijk synoniem van een voorde (Middelnederlands: vort of vorda). Beide woorden hadden als betekenis: 
- doorwaadbare plaats, meestal in een beek of rivier.
- een in het land inspringend, inlopend gedeelte van een zee; baai, bocht, inham, inwijk
- mogelijk heeft het ook de betekenis van een recht op doorgang

Een 'voorde' werd in het zuiden en westen van het Nederlands taalgebied ook aangeduid met drecht, trecht of tricht, afgeleid van Latijn traiecto (van traiectum, 'doorgetrokken'). De aanduiding Traiectum werd gebruikt om een plaats aan te geven waar een rivier doorwaadbaar of over te steken was. Steden met een dergelijk achtervoegsel in hun naam hebben die meestal te danken aan de nabijheid van een doorwaadbare plaats. De afleiding van -traiectum wordt lang niet door alle geleerden als correct beschouwd. De plaatsnamen op -drecht, zoals Dordrecht, zijn volgens sommige taalkundigen Germaans, want verwant met dragen.

## Woordgeschiedenis
Vanuit de Latijnse aanduiding ontstond in de middeleeuwen het Nederlandse woord Trecht. Trecht behoort tot de oudste drie bekende Nederlandse woorden en is het oudste Latijnse leenwoord in het Nederlands. Het werd voor het eerst genoemd als burcht-/plaatsnaam in het Utrechtse. In de middeleeuwen werd voor Utrecht én Maastricht Traiectum als plaatsnaam gebruikt, ter onderscheid kregen beide plaatsen daarna een nadere aanduiding in hun plaatsnaam.

## Voorbeelden
De onderstaande lijst geeft een aantal voorbeelden van plaatsnamen die het element -drecht (of -trecht of -tricht) bevatten. De Franse stad Atrecht wordt soms ten onrechte met het toponiem -trecht in verband gebracht, maar is in werkelijkheid afgeleid van de naam van de Atrebates, een Gallische stam.
| Land      | Provincie       | Gemeente       | Plaatsnaam   | Type plaats                   |
| --------- | --------------- | -------------- | ------------ | ----------------------------- |
| België    | Antwerpen       | Antwerpen      | Berendrecht  | deelgemeente                  |
| België    | Antwerpen       | Zwijndrecht    | Zwijndrecht  | gemeente                      |
| België    | Oost-Vlaanderen | Beveren        | Kieldrecht   | deelgemeente                  |
| Nederland | Gelderland      | West Betuwe    | Tricht       | dorp                          |
| Nederland | Limburg         | Maastricht     | Maastricht   | stad en gemeente              |
| Nederland | Noord-Brabant   | Woensdrecht    | Ossendrecht  | plaats en voormalige gemeente |
| Nederland | Noord-Brabant   | Woensdrecht    | Woensdrecht  | plaats en gemeente            |
| Nederland | Noord-Holland   | Amsterdam      | Holendrecht  | buurt                         |
| Nederland | Noord-Holland   | Ouder-Amstel   | Duivendrecht | dorp                          |
| Nederland | Noord-Holland   | Wijdemeren     | Loosdrecht   | dorp en voormalige gemeente   |
| Nederland | Utrecht         | De Ronde Venen | Mijdrecht    | plaats en voormalige gemeente |
| Nederland | Utrecht         | Utrecht        | Utrecht      | stad en gemeente              |
| Nederland | Zuid-Holland    | Barendrecht    | Barendrecht  | plaats en gemeente            |
| Nederland | Zuid-Holland    | Dordrecht      | Dordrecht    | stad en gemeente              |
| Nederland | Zuid-Holland    | Dordrecht      | Wieldrecht   | voormalige buurtschap         |
| Nederland | Zuid-Holland    | Krimpenerwaard | Haastrecht   | stad en voormalige gemeente   |
| Nederland | Zuid-Holland    | Papendrecht    | Papendrecht  | plaats en gemeente            |
| Nederland | Zuid-Holland    | Rotterdam      | Katendrecht  | wijk en voormalig dorp        |
| Nederland | Zuid-Holland    | Rotterdam      | Pendrecht    | wijk en voormalig ambacht     |
| Nederland | Zuid-Holland    | Sliedrecht     | Sliedrecht   | plaats en gemeente            |
| Nederland | Zuid-Holland    | Zuidplas       | Moordrecht   | plaats en voormalige gemeente |
| Nederland | Zuid-Holland    | Zwijndrecht    | Zwijndrecht  | plaats en gemeente            |